# Mali Hadomci
Mali Hadomci (ukr. Малі Гадомці) – wieś na Ukrainie, w obwodzie żytomierskim, w rejonie berdyczowskim, w hromadzie Semeniwka. W 2001 liczyła 114 mieszkańców, spośród których 113 wskazało jako ojczysty język ukraiński, a 1 rosyjski.